# Oumuamua
Oumuamua ist das vierte Studioalbum der deutschen Stoner-Rock-Band Daily Thompson. Das Album wurde am 21. August 2020 über Noisolution veröffentlicht.

## Entstehung
Im Februar 2019 stieg Schlagzeuger Stefan Mengel aus der Band aus und wurde durch Matthias Glass ersetzt. Darüber hinaus wurde die Band vom in Berlin ansässigen Label Noisolution unter Vertrag genommen. Das komplette Album entstand durch Jamsessions im Proberaum der Band. Dabei griffen Daily Thompson auch auf ältere Ideen zurück. So entstand das Lied Cosmic Cigar, als Stefan Mengel noch in der Band war. Das Album wurde an zwei Wochenenden im Proberaum der Band aufgenommen. Bei dem Lied Slow Me Down wurden neben den üblichen Instrumenten noch eine Cigar-Box-Gitarre und ein Tamburin verwendet. Als Gastmusiker ist bei dem Lied Sad Frank Dario Treese von der Band Vibravoid zu hören. Für die Lieder Sad Frank und On My Mind wurden Musikvideos gedreht.

## Hintergrund
Der Albumtitel Oumuamua kommt von dem Objekt 1I/ʻOumuamua, dem ersten innerhalb des Sonnensystems beobachtete Objekt, das als interstellar klassifiziert wurde. Das Objekt wurde am 19. Oktober 2017 durch das Pan-STARRS-Teleskop auf Hawaii entdeckt und hatte fünf Tage zuvor die Erde in einer Entfernung von 24 Millionen Kilometer passiert. Das Albumcover zeigt eine Zeichnung des Vorbeiflugs des Objekts an der Erde.
ʻOumuamua bedeutet im Hawaiischen entweder „Anführer“ wie in einer Schlacht oder bei anderen Aktivitäten oder „Späher“. Dies solle auf seine Eigenschaft als „Bote“ aus einer fernen Vergangenheit anspielen. Wegen seiner ungewöhnlichen Form wurde das Objekt auch Cosmic Cigar (englisch für: „Kosmische Zigarre“) genannt.
Das Lied Sad Frank handelt von einem Promoter, der laut Sänger Danny Zaremba immer einen Gesichtsausdruck macht, als wäre er sehr traurig. Dabei ist er gar nicht traurig und bemüht sich, einen gegenteiligen Gesichtsausdruck zu zeigen. Der „traurige Frank“ wäre laut Danny Zaremba auch bei anderen Bands bekannt.

## Rezeption
Frank Thießies vom deutschen Magazin Metal Hammer lobte die „nicht von dieser Welt seiende Unangestrengtheit, mit der die Band Alternative, Stoner, Fuzz und natürlich Space Rock zueinander in Bezug setzt und dem geneigten Hörer auf seinem vierten Album mitsamt einer extrem druckstarken und prallen Produktion kredenzt“. Thießies vergab fünf von sieben Punkten. Miek Borrink vom deutschen Magazin Rock Hard bezeichnete Daily Thompson als „coole Truppe, bei der der pure Spaß an der Musik im Vordergrund steht“. Die Band habe ihrem Sound „eine psychedelische Space-Rock-Komponente und bluesige Country-Vibes ergänzt“, wofür Borrink sieben von zehn Punkten vergab.